# Saint-Bonnet-les-Tours-de-Merle
 Saint-Bonnet-les-Tours-de-Merle  (en occitano Sent Bonet) es una comuna y población de Francia, en la región de Lemosín, departamento de Corrèze, en el distrito de Tulle y cantón de Mercoeur.
Su población en el censo de 2008 era de 43 habitantes.
Está integrada en la Communauté de communes du Canton de Mercoeur.

## Demografía
| 91 | 98 | 74 | 71 | 74 | 45 | 43 |
| Para los censos de 1962 a 1999 la población legal corresponde a la población sin duplicidades (Fuente: INSEE [Consultar]) |    |    |    |    |    |    |